# Chlorure de vanadium(III)
Le chlorure de vanadium(III) ou trichlorure de vanadium est un composé inorganique de formule VCl3. C'est un sel violet foncé, utilisé comme précurseur de nombreux autres complexes du vanadium(III).

## Structure
VCl3 possède la même structure que le triiodure de bismuth (BiI3), une structure hexagonale-rhomboédrique compacte des ions chlore, les ions vanadium occupant les sites octaédriques et chaque ion vanadium étant entouré par six ions chlorure. La structure est du groupe d'espace R3c avec pour paramètres de maille a = 601,2 et c = 1734 pm. Ses homologues avec d'autres halogènes, VBr3 et VI3, possèdent la même structure mais VF3 possède une structure plus proche de celle du trioxyde de rhénium (ReO3).

## Propriétés
Le trichlorure de vanadium se présente sous la forme de cristaux ou d'une poudre violet foncé, avec une odeur âcre. La forme hexahydratée se présente sous la forme de cristaux hygroscopiques verts.
Il n'est pas combustible et est soluble dans l'eau. Le composé est sensible à l'humidité ambiante. Il se décompose à 300 °C, produisant du chlorure de vanadium(II), du chlorure de vanadium(IV) et différents oxydes de vanadium. Il peut réagir violemment avec le sodium et l'eau. La réaction avec les organomagnésiens peut être violente, voire explosive.
VCl3 est paramagnétique et possède deux électrons non appariés.

## Synthèse
VCl3 est préparé en chauffant du chlorure du vanadium(IV) (VCl4) à 160–170 °C sous un flux de gaz inerte qui  évacue le dichlore(Cl2). Le liquide rouge vif est ainsi est ainsi converti en solide violet.
2 VCl4 → 2 VCl3 + Cl2
Si on continue à le chauffer en atmosphère inerte, VCl3 se décompose avec volatilisation de VCl4, laissant VCl2.
Il est également possible de synthétiser VCl3 à partir du vanadium métallique et du dichlore :
2 V + 3 Cl2 → 2 VCl3
Une méthode alternative est la réaction entre l'oxyde de vanadium(III) et du chlorure de thionyle ou de l'oxyde de vanadium(V) et du chlorure de soufre :
V2O3 + 3 SOCl2 → 2 VCl3 + 3 SO2
2 V2O5 + 6 S2Cl2 → 4 VCl3 + 5 SO2 + 7 S
À l'abri de l'air, il est possible d'obtenir l'hexahydrate de trichlorure du vanadium par refroidissement d'une solution d'oxyde de vanadium(III) dans une solution saturée d'acide chlorhydrique.

## Réactions
Lorsqu’il est chauffé dans le vide ou dans l'air au-dessus de 300 °C, il forme le  chlorure de vanadium(II) et le chlorure de vanadium(IV) :
2 VCl3 → VCl2  + VCl4
En le chauffant dans le dihydrogène (H2) à 675 °C, VCl3 est réduit en VCl2, verdâtre :
2 VCl3 + H2 → 2 VCl2 + 2 HCl
Par réaction avec le dioxyde de carbone, le dioxygène ou l'oxyde de vanadium(III), le chlorure de vanadium(III) forme l'oxychlorure de vanadium(III):
V2O3 + VCl3 → 3 VOCl + O2 + Cl2

## Utilisation

### Catalyseur
Le trichlorure de vanadium est utilisé comme catalyseur du couplage pinacolique du benzaldéhyde en 1,2-diphényl-1,2-éthanediol, par de nombreux métaux réducteurs, comme le zinc :
Zn + 2 H2O + 2 PhCHO → Ph2C2H2(OH)2 + Zn(OH)2

### Complexes
VCl3 forme de nombreux adduits et dérivés, avec une large gamme de couleurs. VCl3 dissous dans l'eau donne dissolves un hexahydrate, mais la formule est trompeuse. Le sel est décrit par la formule [VCl2(H2O)4]Cl.2H2O, c'est-à-dire que deux des molécules d'eau ne sont pas liées au vanadium, une structure qui ressemble à l'homologue dérivé du Fe(III). Le retrait des deux atomes de chlore du complexe [VCl2(H2O)4]+ en solution aqueuse donne l'ion vert [V(H2O)6]3+.
Avec le tétrahydrofurane, VCl3 forme VCl3(THF)3, un adduit rouge/rose. Avec l'acétonitrile, on obtient l'adduit vert de VCl3(MeCN)3.
Lorsqu'il est traité avec le cyanure de potassium (KCN), VCl3 est converti en [V(CN)7]4−. Il est commun que les métaux légers adoptent une configuration avec un nombre de coordination élevé (plus de 6) avec les ligands compacts.

### Précurseur d'organométalliques
L'espèce réactive  V(mésityl)3 est formée à partir de VCl3 :
VCl3(THF)3 + 3 LiC6H2-2,4,6-Me3 → V(C6H2-2,4,6-Me3)3(THF) + 3 LiCl
Cette espèce se lie avec CO et, sous conditions appropriées, N2.